# ان‌جی‌سی ۴۳۰
ان‌جی‌سی ۴۳۰ (انگلیسی: NGC 430) نام یک کهکشان در صورت فلکی نهنگ است.